# 스테포나스 카이리스

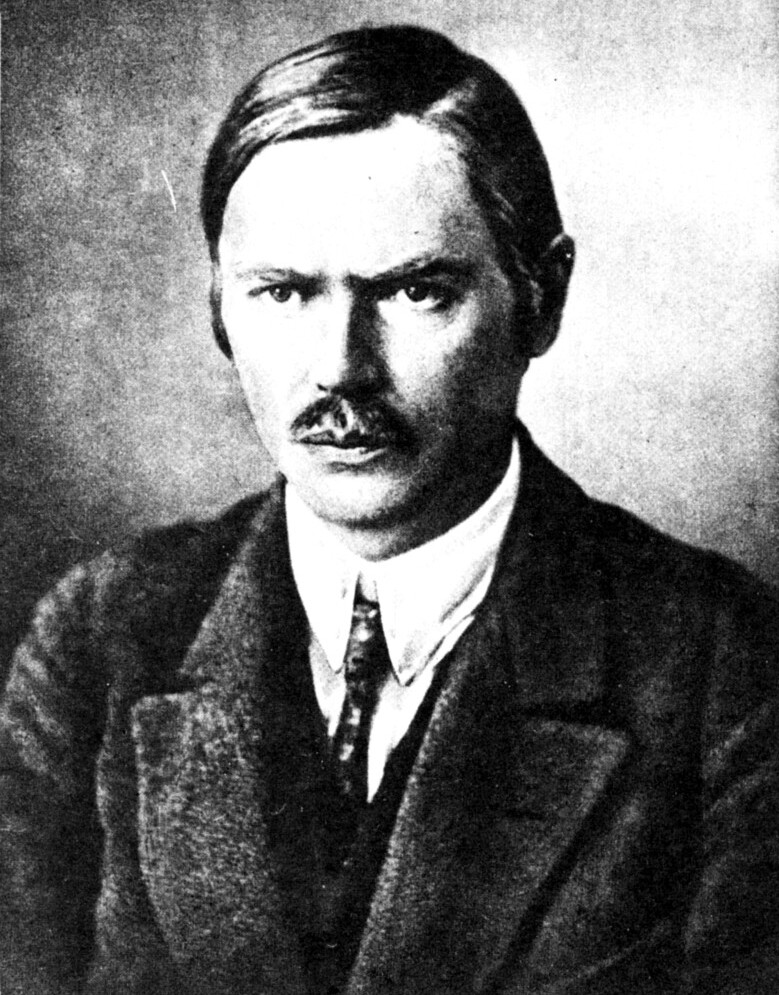
스테포나스 카이리스

스테포나스 카이리스(리투아니아어: Steponas Kairys, 1879년 1월 3일~1964년 12월 16일)는 리투아니아의 공학자, 정치인, 민족주의자이다. 리투아니아 독립 선언서에 서명한 20인 중 한 사람이다.